# 宗岳寺
宗岳寺（そうがくじ）は、福岡県筑後市大字羽犬塚にある浄土宗の寺院。地名の由来となる羽犬塚がある。

## 歴史
- 慶長元年（1596年） 善導寺の久伝が創建

## 文化財
- 羽犬塚 - 「羽犬」については、羽をもつ凶暴な犬が暴れて人馬に害をなしたという伝説と、豊臣秀吉が九州入りした際に羽が生えたように跳び回る犬を伴って来たという伝説の2つがある。
- 木造薬師如来坐像 - 平安時代後期、元板東寺の所有

## 交通アクセス
- JR羽犬塚駅から徒歩13分